# 狹山事件
狹山事件是1963年5月發生在日本埼玉縣狹山市的一起綁架強姦殺人案，被害人是就讀高中一年級的中田善枝，該案的前被告石川一雄，在該案中被判處無期徒刑，目前正在尋求重審。

## 經過
1963年5月1日，16歲的中田善枝（1947年5月1日出生）在放學回家的路上失蹤。當晚，一張勒索信送到了她家。紙條上要求中田家於5月2日凌晨12點帶著20萬日元到她家附近的佐野屋，後來由中田善枝姊姊中田登美惠赴約。儘管有一名男子走向中田登美惠，並與她交談，但之後他起了疑心並在警方抓獲他之前逃走。
5月4日早上，中田善枝的屍體在農場的一條農道上被發現。警方確認她先是被強姦，然後被謀殺。媒體批評警方未能抓獲可能的嫌疑人，這與一個月前發生的村越義伸綁架案中犯下的錯誤是一樣的。同一個街區的男子奧富玄二遭到警方懷疑涉案。5月6日，奧富玄二自殺身亡。他與犯罪嫌疑人的血型相同，但患有勃起功能障礙，因此警方認為他不可能是強姦犯。
中田家附近有石田養豬場。石田養豬場的場主一家和大部分員工都是部落民。這些員工因有偷竊和暴力行為的歷史而被當地居民視為危險分子。警方對石田養豬場的員工進行了調查，並逮捕了24歲的石川一雄（1939年1月14日出生）。
1963年5月23日，時年24歲的石川一雄被捕。同年6月13日，他被以盜竊、森林盜竊、傷害、施暴和挪用公款等罪名起訴。同年7月9日，石川被以搶劫強姦、搶劫殺人、棄屍、勒索未遂等罪名起訴，在浦和地方法院的一審中，石川對所有罪名表示認罪，並於1964年被判死刑。在東京高等法院的第二次審理中，石川卻堅稱自己無罪，並於1974年被判處無期徒刑，1977 年，最高法院維持了無期徒刑判決。1994年12月，石川一雄獲得假釋。目前，該案已受理石川一雄再審申請，其中第3起再審申請正在審查中。2025年3月11日，石川一雄因吸入性肺炎病逝，享壽86歲。